# 1796年5月12日の海戦
1796年5月12日の海戦（1796ねん5がつ12にちのかいせん、Action of 12 May 1796）は、フランス革命戦争中に、イギリス海軍のフリゲート戦隊と、バタヴィア共和国（オランダ）の戦隊のフリゲート艦、および4隻の小型艦との間で行われた小規模な海戦である。その前日にイギリスの北海艦隊が、アダム・ダンカン提督の指揮のもと出港して、テセルに停泊していたオランダ艦隊の沖を航行していた。一方でオランダ戦隊は、前年の1795年8月22日の海戦での敗戦以来、難を避けていたノルウェーの沿岸から戻りつつあるところだった。オランダ戦隊が母国の海岸に近づいて来たため、イギリス戦隊のローレンス・ホルステッドは攻撃をしかけた。
旗艦の「フェニックス」艦上のホルステッドは、オランダのフリゲート艦「アルホ」を海岸から切り離して戦闘に持ち込み、ちょうど20分で降伏に持ち込んだ。その一方でイギリスの他のフリゲート艦は、オランダ戦隊に迫っていた。オランダ戦隊の他の艦は、イギリス戦隊やダンカンの艦隊から東の方向へと散って行き、それを「ペガサス」とブリッグ艦「シルフ」が追跡した。長い追跡の後、「フェニックス」はカッター「デューク・オブ・ヨーク」を拿捕し、「シルフ」はオランダのブリッグ艦「メルクリウス」を捕まえ、その一方で「ペガサス」は、別のオランダのブリッグ艦である「エホー」と「ヒエル」を座礁させた。この時点でこの2隻は難破したと思われる。ダンカンのテセル封鎖は、イギリスによる北海封鎖を助け、その1年後に、イギリスはキャンパーダウンの海戦で決定的勝利をものにすることになる。

## 歴史的背景
1793年2月、フランス第一共和政はイギリスとオランダに宣戦布告して、続行中であったフランス革命戦争に両国を引っ張り込んだ。それから2年もたたない1794年から1795年の冬、オランダ共和国はフランスに侵略され、フランスの騎兵隊が冬の停泊地にいたオランダ海軍を、氷の上を横切って襲い、そっくりそのまま自分のものにした。フランスにより、オランダは属国として再編成され、バタヴィア共和国となり、この国の海軍に、北海で、イギリスの海上輸送に対して軍事行動を取るように命じた。イギリス政府はすぐにオランダに宣戦布告することはせず、しかしイギリスの港にいるオランダ商船を逮捕する措置は取り、北海上でオランダの軍事行動に対処する新しい艦隊を創設した。これは北海艦隊として知られており、海峡艦隊の任務に適さなくなったとみなされた、老朽艦や小型艦で主に構成されていた。この艦隊の指揮官は66歳の提督アダム・ダンカンだった。

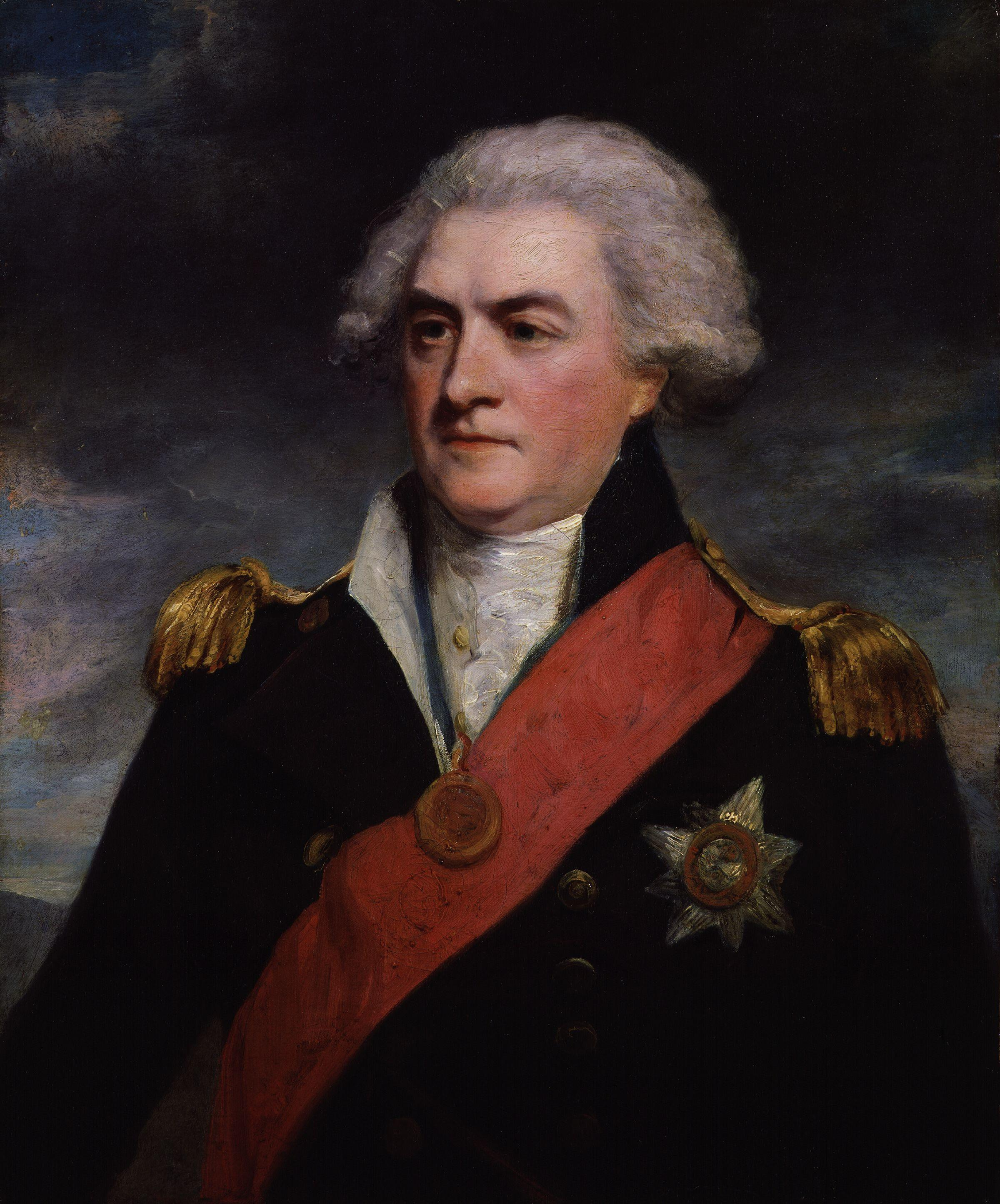
アダム・ダンカン

1795年8月、オランダ海軍は、イギリスのスカンジナビアへの海上交易に対する軍事行動を取らせるべく、フリゲート戦隊を派遣した。イギリスの交易船には、艦隊への補充物資が多量に積まれており、バルト海を越えてカテガットとスカゲラクの両海峡を通るもので、そのためオランダ戦隊は、中立国で、デンマークの支配下にあるノルウェーの南沖にあるカッテガルトの入口へと航海した 。このオランダ戦隊に対抗するため、ダンカンは北海艦隊から、ジェームズ・アルムズ艦長に命じてフリゲート艦による戦隊を派遣し、オランダ戦隊を阻止して破壊するように命令した。8月22日、アルムズ戦隊は、ノルウェーのエイゲローヤ港近くのオランダ戦隊を見つけた。アルムズはオランダ戦隊に近づき、離岸させようとしたが、この時できたことは、相手のフリゲート艦アリアンテを、自分の旗艦であるスタッグで阻止して、わずかな間の交戦で降伏させることのみだった。他のイギリス艦はオランダ艦と砲撃をかわし、アルホに損害を与えたものの、オランダ艦がエイゲローヤに逃げ込むのを阻止できなかった。

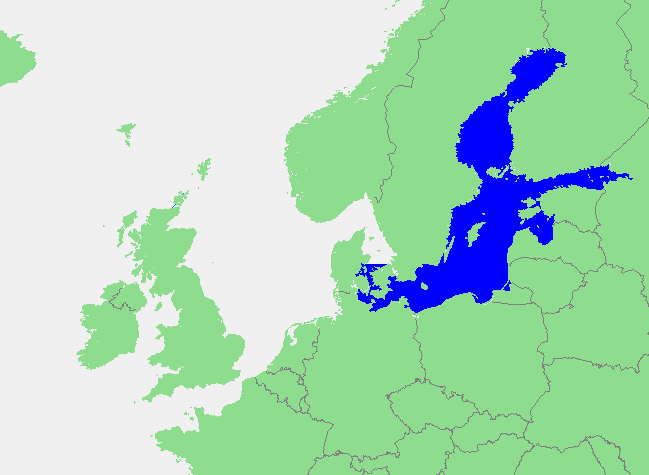
バルト海の位置（濃い青の部分）

その年が終わるまでの間、アルホはノルウェーの沖合にとどまった。この海域で行動を取るイギリス海軍が目を光らせているため、大規模な航海ができなかった。1796年5月には、戦略的な状況に変化が訪れ、ダンカンは、今となってはオランダ艦隊に対して積極的に艦隊を動かし、9隻の戦列艦と多くの小型艦に、オランダの主要な艦隊停泊地であるテセル沖の封鎖を命じた。ダンカンはまた、ノルウェーの港のオランダ戦隊の封鎖が続けられていることの確証も取った。こちらの封鎖はロス・ドネリー艦長下の28門艦フリゲート「ペガサス」と、ジョン・チェンバーズ・ホワイト艦長下のブリッグ「シルフ」が、リンデスネ沖の海域に派遣されていた。5月の始め、オランダ当局は「アルホ」にテセルへの帰港命令を出し、「アルホ」はフレッケロイから、5月11日に18門艦「エホー」、16門艦「メルクリウス」、そして14門艦「ヒエル」と共に帰国した。
オランダ戦隊がノルウェーを離れたことが、ドネリーの小戦隊によって確認された。ドネリー戦隊はユトランド半島沿岸を南下するオランダ戦隊を追跡したが、5月11日の22時にその影を見失った。ドネリーは推測で正確にオランダ戦隊の方向を言い当て、シルフを戦隊から分離して、艦長のホワイトに、ダンカンの艦隊の方に向かうように指示し、もしドネリーが途中でオランダ戦隊を発見できなかった場合には、艦隊の場所でドネリーと落ち合うようにして、この2隻は別々の方向へと進んだ。「ペガサス」と「シルフ」は5月12日の5時少し前に思いがけなく出会った、その場所はテセル南のダンカン艦隊の近くだったが、オランダ戦隊の位置を突き止めることはできなかった。アルホと僚艦とは、その前夜デンマークとドイツの沿岸に接近して航行しており、偶然に、グレートヤーマスからハンブルクに向かっていたイギリスのカッター「デューク・オブ・ヨーク」を拿捕した。5月12日の夜明け、オランダ戦隊はオランダ沖にいて、テセル停泊地の入口へ向けて南下していた。

## 戦闘
ドネリーの報告を聞いて、ダンカンはすぐさま小戦隊をテセルの入口へやり、オランダ戦隊が来るまで待機させた。この戦隊の指揮官は36門艦フェニックスに乗ったローレンス・ホルステッドだった。フェニックスと共に「ペガサス」、「シルフ」そして50門の4等艦「レパード」がいた。この戦隊は5時に派遣され、ほぼすぐ後にオランダの戦隊が南東に見えた。オランダ戦隊はテセルの入口を目指しており、北西の風に向けて上手回しを取っていた。ホルステッドの戦隊は統一されておらず、「ペガサス」と「シルフ」は、「フェニックス」と「レパード」のはるか前歩におり、ホルステッドは自戦隊の艦をゆっくりと派遣することに決めた。速度でまさる「ペガサス」と「シルフ」は、ドネリー指揮のもとオランダのブリッグ艦を追いかけ、ホルステッドの後方部隊がアルホを攻撃した。ダンカンの主力艦隊はホルステッド戦隊から距離があったが、やはりオランダの戦隊を目撃して追跡を開始した。

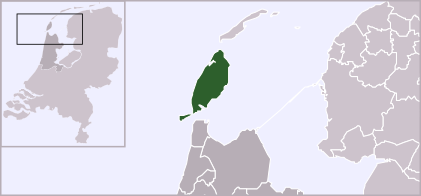
テセルの位置

オランダ戦隊の指揮官は、かなり大規模のイギリス戦隊に追われていることに気が付き、ブリッグ艦とカッター艦に、自分の旗艦であるフリゲート艦から離れ、すぐ後をつけているドネリーからどうにか離れるべく、風と共に向きを変えさせ、命からがら逃走させた。また「フェニックス」から「アルホ」を引き離したが、アルホは戦うべきか逃げるべきかを決めかねており、その結果何度も方向を変えることになった。必然的に速度が落ち、8時15分、「フェニックス」は風上の立場から「アルホ」に横付けすることができた。ホルステッドは「アルゴ」の舳の部分に砲撃した、それは勝ち目がないのだから降参するようにという警告だったが、指揮官はそれを拒否して、「フェニックス」に砲撃した。砲撃を交わしている間、「アルホ」はどうにかしてその場を逃れたが、ホルステッドの艦は狙った的を外さず、また実用的で、36門の18ポンド砲と8門のカロネード砲を搭載していた。「アルホ」の大砲は12ポンドが中心で、捕捉の多くの大砲は「フェニックス」よりも質が劣っていた。ちょうど20分の戦闘で、「フェニックス」は「アルホ」の大部分を破壊し、艤装、帆、マスト、そして多くの負傷者を出した。戦死した者が8人、負傷者は28人だった。艦に大きな損害を受けたオランダの指揮官は、ダンカンの艦隊が目に入った、「フェニックス」のすぐ後ろには「レパード」がいた、指揮官は8時35分に降伏して、「アルホ」の所有はホルステッドにゆだねられた。
アルホの降伏の後すぐに、「フェニックス」は74門戦列艦の「パワフル」に合流した。パワフルの艦長はウィリアム・オブライエン・ドルーリーで、他のオランダ艦の追跡が続く一方で、2隻はフリゲート「アルホ」を占有した。10時にブリッグ艦2隻がオランダの沿岸に避難すべく向かい、イギリスの2隻の主要な艦である「ペガサス」と、モーリス・デルガルノ艦長の「リーンダー」は追跡に転じた。ドネリーはどうにかしてオランダのブリッグ艦と岸の間に分け入ろうとしたが、この行為が自艦の速度をかなり落とし、オランダのブリッグ艦が逃げ去る機会を与えることに気付いた。そのため追跡を続けながら、オランダ艦「ヒエル」と「エホー」がオランダのボスの村に座礁するのを確かめた。岸に沿ってできるだけ安全に航行しながら、デルガルノはカッター船を座礁したオランダ艦に向かわせた、1隻は修復のしようがないほど破壊されていて、その一方でもう1隻は当初から壊れ、彼方の浅瀬のより深い水の中に流されていた。デルガルノの報告書によれば、ダンカンは翌日この地域を襲った嵐により、オランダのブリッグ艦が浅瀬に入って壊れたと考えたとある。

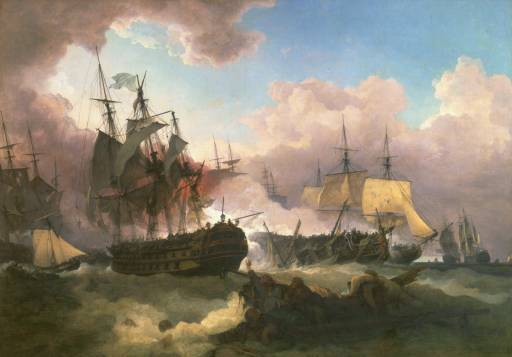
キャンパーダウンの海戦

オランダ戦隊の最後の生き残りは、イギリス艦隊の中で速度にまさる「シルフ」が16門の「メルクリウス」を追いかけ、沿岸を急がされた「メルクリウス」はちょうど11時前に降伏した。艦長は艦体を軽くして逃げるため、14門の甲板上の大砲を投げ捨てたが、成功しなかった。この日の遅く、ホルステッドの「フェニックス」は、オランダの拿捕艦「デューク・オブ・ヨーク」を捕らえ、オランダ戦隊の艦すべての壊滅が成し遂げられた。

## キャンパーダウンの海戦へ
ホルステッドは拿捕船をイギリスに連れて帰り、「アルホ」と「マーキュリー」はイギリス海軍により買い取られ、それぞれ「ジャヌス」と「ヘルメス」という名で就役した。「アルゴ（アルホ）」、「マーキュリー（メルクリウス）」共々、既にイギリス海軍の軍艦の名前として存在していたためである。この海戦でのイギリスの損害は、1人が戦死、3人が負傷だった。これは「アルゴ」との戦闘中に、「フェニックス」の艦上で起きたものだった。この戦闘以外ではイギリス、オランダ共に死傷者はなかった。この海戦は1796年位オランダ沖で行われた海戦として唯一大きなもので、それというのもダンカンの艦隊が、オランダ艦隊をテセルの宿泊地の内部に抑えていたからだった。しかし1797年10月、オランダの主力艦隊は停泊地を抜け出して、イギリス沿岸へ襲撃を行えることが可能になった。ダンカンはテセルへ戻るこの艦隊を阻止し、10月11日のキャンパーダウンの海戦で、決定的な勝利をオランダに負わせることになった。